# Kings & Queens
Kings & Queens er en dansk landsdækkende butikskæde med 18 tøjbutikker, heraf 17 fysiske butikker og 1 webshop. Kings & Queens sælger modetøj til mænd og kvinder i alderen 15 til 35 år.
Der er 11 butikker på Sjælland, 2 butikker på Fyn samt 4 butikker i Jylland. Hovedkontoret er placeret i Slagelse hvor også Kings & Queens netbutik drives fra. Den første butik åbnede i 2008 i Slagelse.

## Butikker i Danmark
| Placering   | Antal | By                                                                   |
| ----------- | ----- | -------------------------------------------------------------------- |
| Hovedstaden | 5     | Fields - Fisketorvet - Waves - Hillerød - Copenhagen Designer Outlet |
| Sjælland    | 6     | Slagelse - Næstved - Køge - Roskilde - Vanløse - Ballerup            |
| Fyn         | 2     | Odense - Svendborg                                                   |
| Jylland     | 4     | Aalborg - Sønderborg - Aabenraa - Sønderborg                         |